# Álbuns número um na Billboard 200 em 2018
A lista dos álbuns que alcançaram a primeira posição na Billboard 200 em 2018 é realizada através de dados recolhidos pela Nielsen Music, que baseia-se nas vendas físicas, digitais e streaming dos discos a cada semana nos Estados Unidos, e publicados pela revista Billboard.

## Histórico

Lady Gaga teve seu quinto álbum número um consecutivo com A Star Is Born, sendo a primeira artista feminina a ter cinco álbuns número um nessa década.

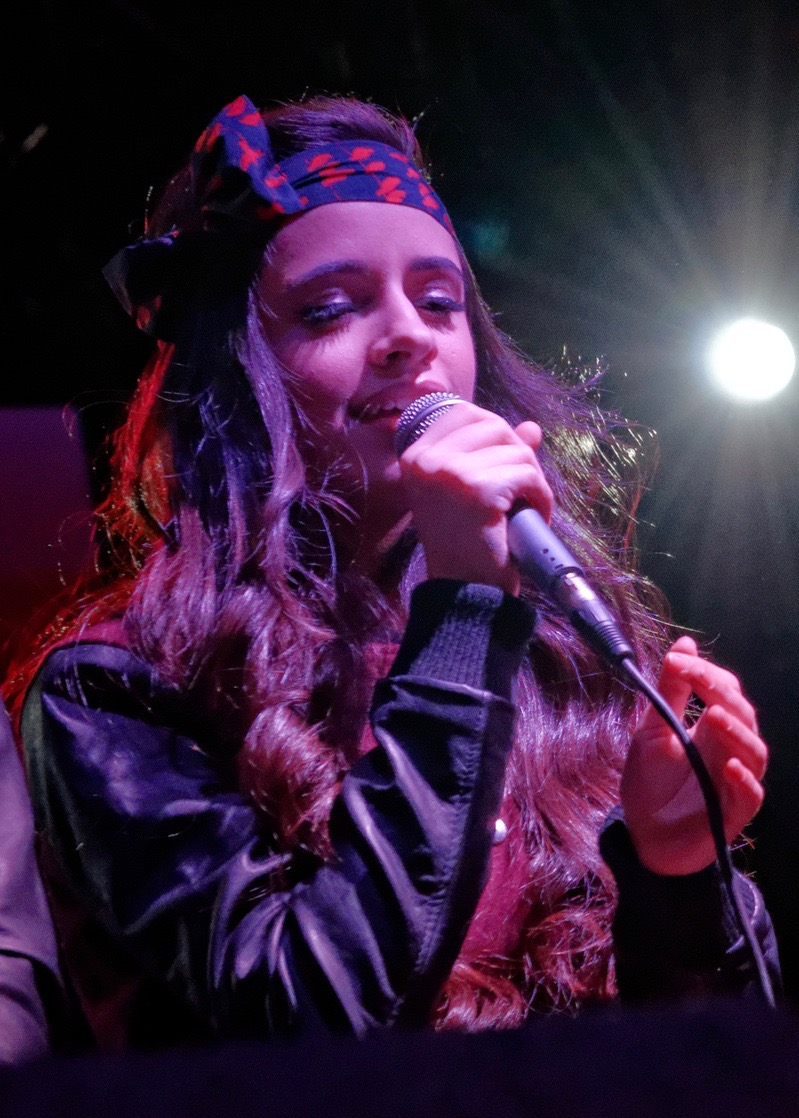
Camila, primeiro álbum de Camila Cabello, ocupou o topo do Billboard 200 enquanto "Havana", seu primeiro single, estava no topo do Billboard Hot 100.

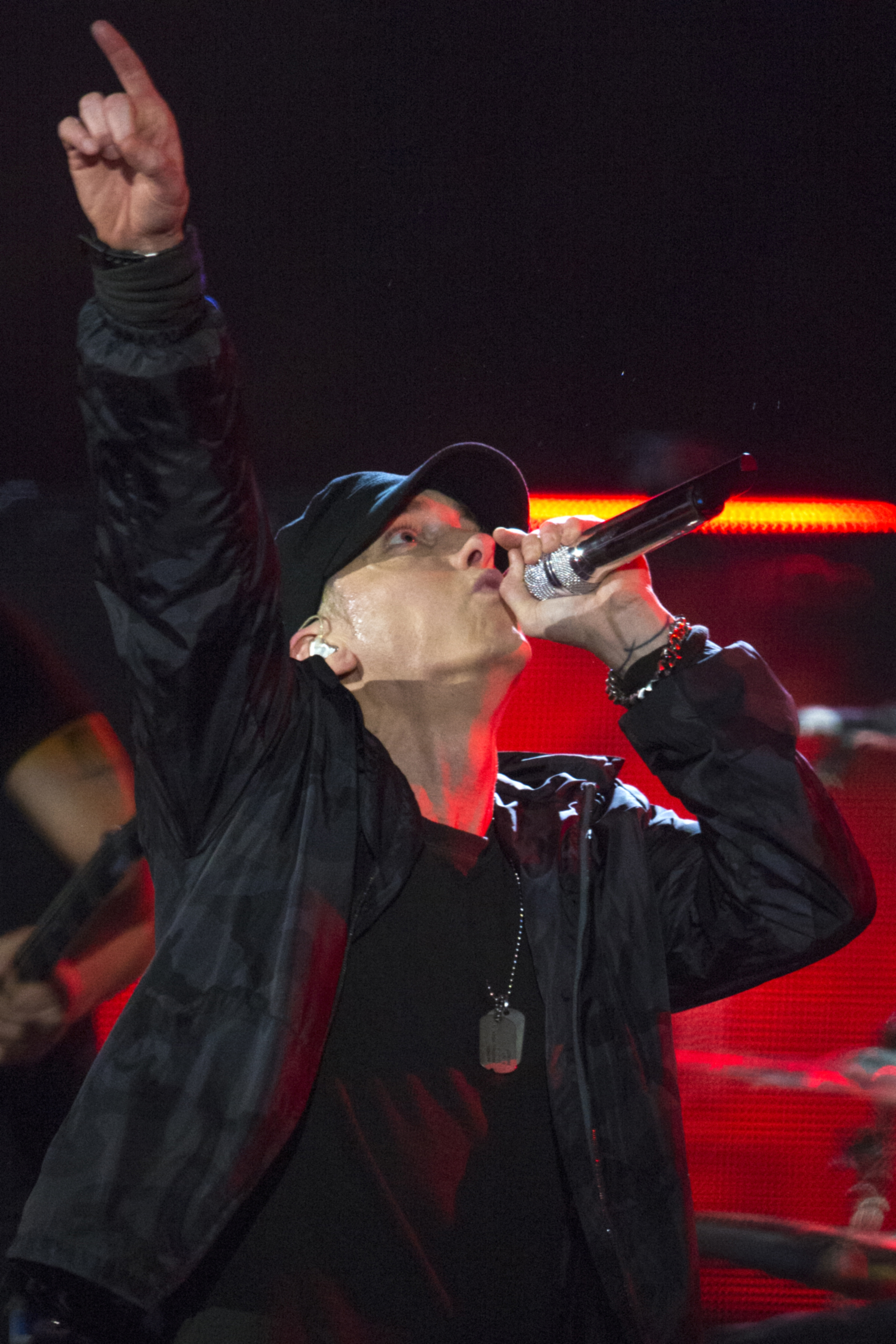
Eminem conquistou dois álbuns número um em 2018 com Revival e Kamikaze.

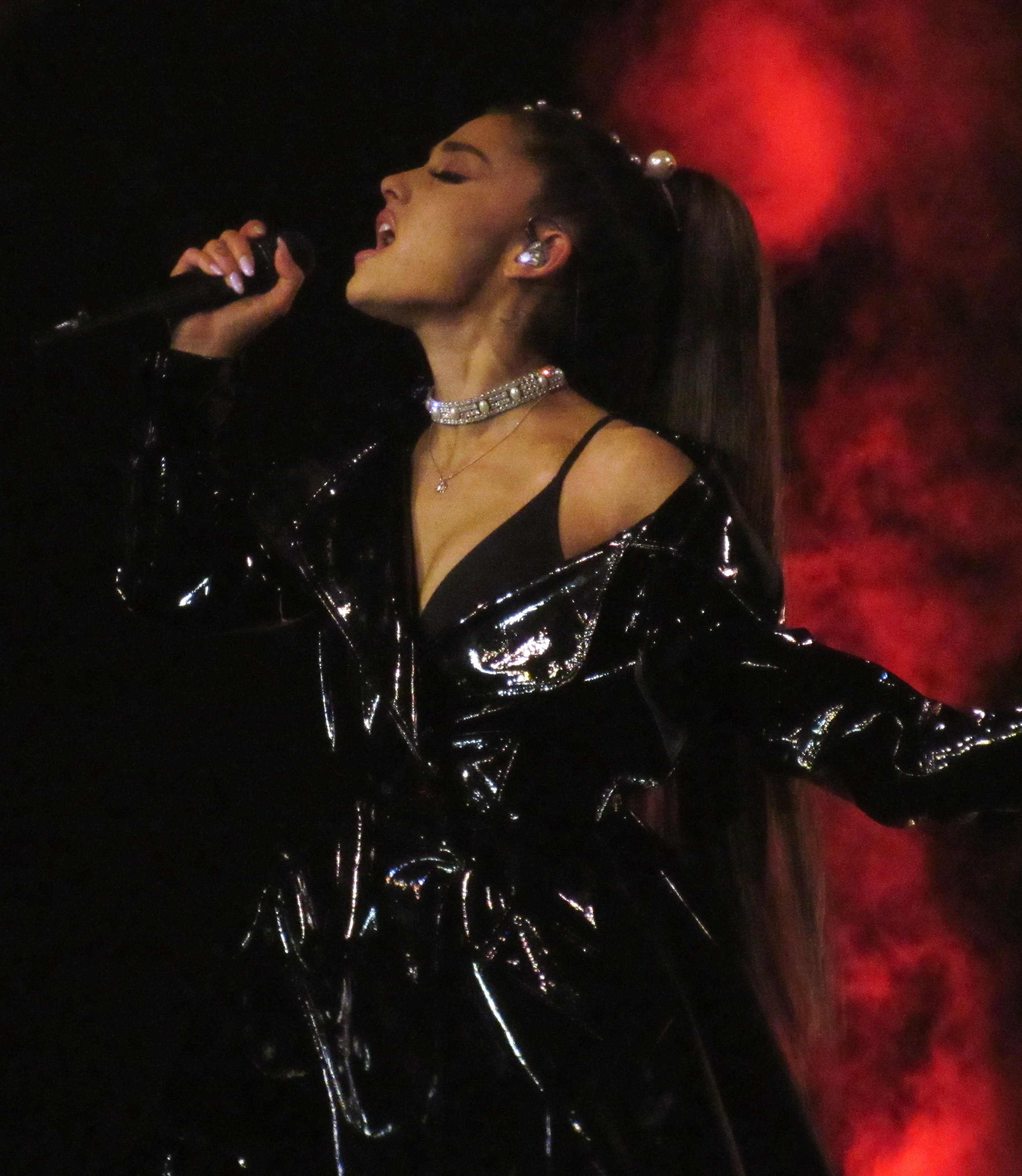
Ariana Grande conquistou seu terceiro álbum número um com Sweetener.

| Data            | Álbum                      | Artista(s)                 | Vendas aproximadas | Referências |
| --------------- | -------------------------- | -------------------------- | ------------------ | ----------- |
| 3 de janeiro    | Revival                    | Eminem                     | 267 mil            | [ 4 ]       |
| 6 de janeiro    | Reputation                 | Taylor Swift               | 107 mil            | [ 5 ]       |
| 13 de janeiro   | The Greatest Showman       | Vários                     | 106 mil            | [ 6 ]       |
| 20 de janeiro   | The Greatest Showman       | Vários                     | 104 mil            | [ 7 ]       |
| 27 de janeiro   | Camila                     | Camila Cabello             | 119 mil            | [ 8 ]       |
| 3 de fevereiro  | Mania                      | Fall Out Boy               | 130 mil            | [ 9 ]       |
| 10 de fevereiro | Culture II                 | Migos                      | 199 mil            | [ 10 ]      |
| 17 de fevereiro | Man of the Woods           | Justin Timberlake          | 293 mil            | [ 11 ]      |
| 24 de fevereiro | Black Panther: The Album   | Vários                     | 154 mil            | [ 12 ]      |
| 3 de março      | Black Panther: The Album   | Vários                     | 131 mil            | [ 13 ]      |
| 10 de março     | This House Is Not for Sale | Bon Jovi                   | 120 mil            | [ 14 ]      |
| 17 de março     | Black Panther: The Album   | Vários                     | 76 mil             | [ 15 ]      |
| 24 de março     | Bobby Tarantino II         | Logic                      | 119 mil            | [ 16 ]      |
| 31 de março     | ?                          | XXXTentacion               | 131 mil            | [ 17 ]      |
| 7 de abril      | Boarding House Reach       | Jack White                 | 124 mil            | [ 18 ]      |
| 14 de abril     | My Dear Melancholy,        | The Weeknd                 | 169 mil            | [ 19 ]      |
| 21 de abril     | Invasion of Privacy        | Cardi B                    | 255 mil            | [ 20 ]      |
| 28 de abril     | Rearview Town              | Jason Aldean               | 183 mil            | [ 21 ]      |
| 5 de maio       | KOD                        | J. Cole                    | 397 mil            | [ 22 ]      |
| 12 de maio      | Beerbongs & Bentleys       | Post Malone                | 461 mil            | [ 23 ]      |
| 19 de maio      | Beerbongs & Bentleys       | Post Malone                | 193 mil            | [ 24 ]      |
| 26 de maio      | Beerbongs & Bentleys       | Post Malone                | 147 mil            | [ 25 ]      |
| 2 de junho      | Love Yourself: Tear        | BTS                        | 135 mil            | [ 26 ]      |
| 9 de junho      | Shawn Mendes               | Shawn Mendes               | 182 mil            | [ 27 ]      |
| 16 de junho     | Ye                         | Kanye West                 | 208 mil            | [ 28 ]      |
| 23 de junho     | Come Tomorrow              | Dave Matthews Band         | 292 mil            | [ 29 ]      |
| 30 de junho     | Youngblood                 | 5 Seconds of Summer        | 142 mil            | [ 30 ]      |
| 7 de julho      | Pray for the Wicked        | Panic! at the Disco        | 180 mil            | [ 31 ]      |
| 14 de julho     | Scorpion                   | Drake                      | 732 mil            | [ 32 ]      |
| 21 de julho     | Scorpion                   | Drake                      | 335 mil            | [ 33 ]      |
| 28 de julho     | Scorpion                   | Drake                      | 260 mil            | [ 34 ]      |
| 4 de agosto     | Scorpion                   | Drake                      | 184 mil            | [ 35 ]      |
| 11 de agosto    | Scorpion                   | Drake                      | 145 mil            | [ 36 ]      |
| 18 de agosto    | Astroworld                 | Travis Scott               | 537 mil            | [ 37 ]      |
| 25 de agosto    | Astroworld                 | Travis Scott               | 205 mil            | [ 38 ]      |
| 1 de setembro   | Sweetener                  | Ariana Grande              | 231 mil            | [ 39 ]      |
| 8 de setembro   | Love Yourself: Answer      | BTS                        | 185 mil            | [ 40 ]      |
| 15 de setembro  | Kamikaze                   | Eminem                     | 434 mil            | [ 41 ]      |
| 22 de setembro  | Egypt Station              | Paul McCartney             | 153 mil            | [ 42 ]      |
| 29 de setembro  | Cry Pretty                 | Carrie Underwood           | 266 mil            | [ 43 ]      |
| 6 de outubro    | Iridescence                | Brockhampton               | 101 mil            | [ 44 ]      |
| 13 de outubro   | Tha Carter V               | Lil Wayne                  | 480 mil            | [ 45 ]      |
| 20 de outubro   | A Star Is Born             | Lady Gaga e Bradley Cooper | 231 mil            | [ 46 ]      |
| 27 de outubro   | A Star Is Born             | Lady Gaga e Bradley Cooper | 143 mil            | [ 47 ]      |
| 3 de novembro   | A Star Is Born             | Lady Gaga e Bradley Cooper | 109 mil            | [ 48 ]      |
| 10 de novembro  | Sì                         | Andrea Bocelli             | 126 mil            | [ 49 ]      |
| 17 de novembro  | Not All Heroes Wear Capes  | Metro Boomin               | 99 mil             | [ 50 ]      |
| 24 de novembro  | Experiment                 | Kane Brown                 | 124 mil            | [ 51 ]      |
| 1 de dezembro   | Delta                      | Mumford & Sons             | 230 mil            | [ 52 ]      |
| 8 de dezembro   | Astroworld                 | Travis Scott               | 71 mil             | [ 53 ]      |
| 15 de dezembro  | Championships              | Meek Mill                  | 229 mil            | [ 54 ]      |